# Cyclomia iodaria
Cyclomia iodaria är en fjärilsart som beskrevs av Achille Guenée 1857. Cyclomia iodaria ingår i släktet Cyclomia och familjen mätare. Inga underarter finns listade i Catalogue of Life.